# C21H36O4
化学式C21H36O4（摩尔质量：352.51 g/mol）可能指：
- 2,2-二(4-环氧乙基甲氧基环己基)丙烷，CAS号：13410-58-7
- 单亚麻酸甘油酯，CAS号：26545-75-5

|  | 这个同类索引页列出了具有相同分子式的化学物（即同分異構體）条目。 除非您是有意链接至本页，否则应将相应条目的内部链接指向正确的条目。 |